# Andrzej Cofalik
Andrzej Bogdan Cofalik (ur. 8 września 1968 w Palowicach) – polski sztangista, brązowy medalista olimpijski i mistrz świata.

## Kariera
Treningi rozpoczął w 1982, idąc w ślady starszych braci. Był zawodnikiem Górnika Czerwionka; większą część kariery spędził w Śląsku Tarnowskie Góry. Startował w wadze lekkociężkiej (83 kg). W 1992 roku brał udział w igrzyskach olimpijskich w Barcelonie, gdzie zajął 10. lokatę. Trzy lata później wywalczył srebrny medal na mistrzostwach Europy w Warszawie, przegrywając tylko z Grekiem Pirosem Dimasem. W następnym roku został brązowym medalistą igrzysk olimpijskich w Atlancie, a w 1997 roku odniósł największy sukces w karierze, zwyciężając na mistrzostwach świata w Chiang Mai. Wyprzedził tam Turka Dursuna Sevinça i kolejnego Polaka, Krzysztofa Siemiona. W ostatnich latach startów miał kłopoty z kontuzjami.